# Kawo Koysha
Kawo Koysha est un woreda du sud de l'Éthiopie situé dans la zone Wolayita. Ce district créé en 2019[réf. souhaitée] à l'est de Kindo Didaye fait partie de la région des nations, nationalités et peuples du Sud jusqu'au transfert de la zone dans la région Éthiopie du Sud en août 2023. Son chef-lieu est Lasho, 
Lasho se trouve vers 2 500 m d'altitude une quarantaine de kilomètres au sud-ouest de la capitale régionale Sodo,.
Le district occupe 163 km2 en 2021,. Sa population n'est pas connue.